# ザ・ビートルズ・ビート
『ザ・ビートルズ・ビート』（英語: The Beatles Beat）は、1978年4月5日にアナログLPで発売されたビートルズのベスト・アルバムである。

## 解説
1964年に西ドイツでリリースされたビートルズのヒット・コレクション。『ザ・ビートルズ/グレイテスト・ヒッツ』と同時発売ながらレコード番号は『グレイテスト・ヒッツ』の方が若い。1978年に日本で発売された際には西ドイツ・オリジナル盤として発表された。1963年4月の「フロム・ミー・トゥ・ユー」、「サンキュー・ガール」から1964年3月の「キャント・バイ・ミー・ラヴ」、「ユー・キャント・ドゥ・ザット」までのシングル曲、アルバム『ウィズ・ザ・ビートルズ』収録曲が任意に組まれている。

## 収録曲

### アナログA面
1. シー・ラヴズ・ユー - She Loves You　(Lennon - McCartney)
演奏時間：（2'17"）、リード・ヴォーカル：ジョン・レノン、ポール・マッカートニー
モノラル・ヴァージョンを疑似ステレオ化したもの。
2. サンキュー・ガール - Thank You Girl　(McCartney - Lennon)
演奏時間：（2'02"）、リード・ヴォーカル：ジョン・レノン、ポール・マッカートニー
3. フロム・ミー・トゥ・ユー - From Me To You　(McCartney - Lennon)
演奏時間：（1'56"）、リード・ヴォーカル：ジョン・レノン、ポール・マッカートニー
4. アイル・ゲット・ユー - I'll Get You　(Lennon - McCartney)
演奏時間：（2'04"）、リード・ヴォーカル：ジョン・レノン、ポール・マッカートニー
モノラル・ヴァージョンを疑似ステレオ化したもの。
5. 抱きしめたい - I Want To Hold Your Hand　(Lennon - McCartney)
演奏時間：（2'24"）、リード・ヴォーカル：ジョン・レノン、ポール・マッカートニー
6. ホールド・ミー・タイト - Hold Me Tight　(Lennon - McCartney)
演奏時間：（2'29"）、リード・ヴォーカル：ポール・マッカートニー

### アナログB面
1. キャント・バイ・ミー・ラヴ - Can't Buy Me Love　(Lennon - McCartney)
演奏時間：（2'11"）、リード・ヴォーカル：ポール・マッカートニー
2. ユー・キャント・ドゥ・ザット - You Can't Do That　(Lennon - McCartney)
演奏時間：（2'33"）、リード・ヴォーカル：ジョン・レノン
3. ロール・オーヴァー・ベートーヴェン - Roll Over Beethoven　(Berry)
演奏時間：（2'44"）、リード・ヴォーカル：ジョージ・ハリスン
チャック・ベリーのカヴァー曲。
4. ティル・ゼア・ウォズ・ユー - Till There Was You　(Willson)
演奏時間：（2'14"）、リード・ヴォーカル：ポール・マッカートニー
ミュージカル『ミュージック・マン』ナンバーのカヴァー曲。
5. マネー - Money(That's What I Want)　(Bradford - Gordy)
演奏時間：（2'47"）、リード・ヴォーカル：ジョン・レノン
バレット・ストロングのカヴァー曲。
6. プリーズ・ミスター・ポストマン - Please Mister Postman　(Dobbin - Garrett - Garman - Brianbert)
演奏時間：（2'34"）、リード・ヴォーカル：ジョン・レノン
マーヴェレッツのカヴァー曲。